# Credaro
Credaro é uma comuna italiana da região da Lombardia, província de Bérgamo, com cerca de 2.296 habitantes. Estende-se por uma área de 3 km², tendo uma densidade populacional de 765 hab/km². Faz fronteira com Capriolo (BS), Castelli Calepio, Gandosso, Paratico (BS), Trescore Balneario, Villongo, Zandobbio.

## Demografia
| Variação demográfica do município entre 1861 e 2011                               |
|                                                                                   |
| Fonte: Istituto Nazionale di Statistica (ISTAT) - Elaboração gráfica da Wikipedia |